# Michele Hamzić

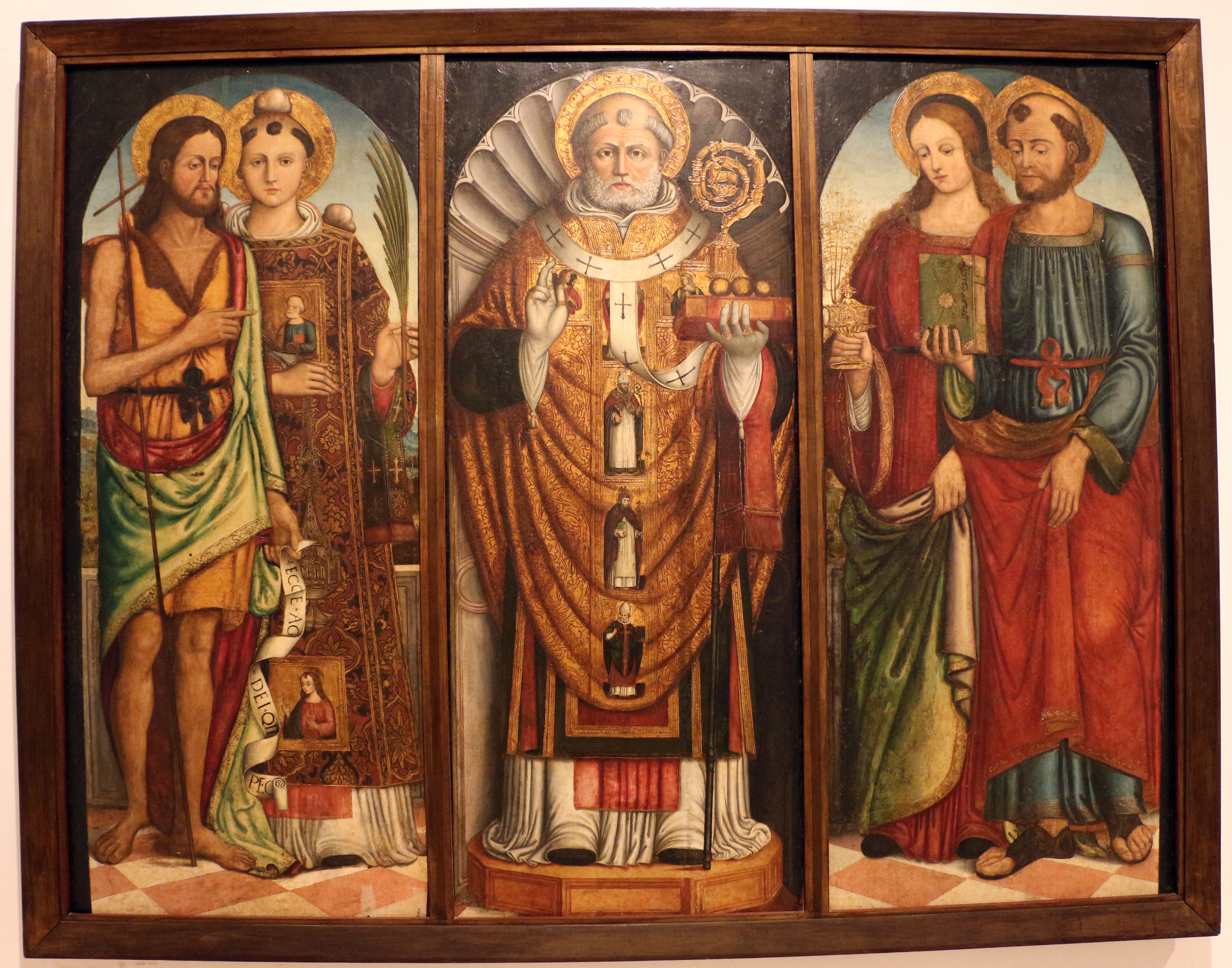
Trittico di san Nicola del 1512

Michele Hamzić (Stagno, precedente al 1460 circa – Ragusa di Dalmazia, 1518) è stato un pittore croato. L'ultimo grande pittore di Ragusa di Dalmazia del XV secolo sul passaggio dal gotico al Rinascimento.

## Biografia
Figlio di Hans, nato a Colonia ma che si era trasferito a Stagno per motivi di lavoro presso una fonderia d’armi, e della figlia di un fabbro sempre della medesima località, Michele era il secondo di quattro figli. 
Fu mandato a Mantova a lavorare presso il pittore Andrea Mantegna, rimanendo ad abitare presso la sua casa anche dopo la sua morte nel 1506. Fece poi ritorno a Ragusa nel 1508. 
Il primo dipinto di cui si ha notizia risale al 1509, quando fu incaricato di dipingere l’immagine del Battesimo di Gesù per il costo di 12 ducati nella sala principale del palazzo del Principe con la motivazione: docuit artem Mantue sub principali pictori Italie.
Risulta abbia lavorato anche come dirigente dal 1511 al 1513 presso la Dogana cittadina per poi lasciare l'occupazione, e dal 1514 intraprendere l’attività di commerciante con il fratello Giacomo di tessuti e cuoio chiedendo prestiti ad alcune famiglie cittadine, ma gli affari non portarono nessuna ricchezza tanto che i due fratelli dovettero fuggire a causa di un fallimento.
Nel 1512 portò nella cittadina dalmata Pietro Giovanni da Venezia, con il quale ebbe una viva collaborazione, e anche con Blaise Nicolas. Dopo un periodo di allontanamento da Ragusa a causa della gravosa situazione finanziaria,  vi fece ritorno nel 1515 per dipingere la cattedrale con un permesso di soli tre mesi. La pittura infatti era la sua unica fonte di sostentamento. Sarà il collaboratore Giovanni a terminare il polittico presso l’altare di San Giuseppe, essendo Michele morto, prematuramente e in miseria ed a ricevere gli ultimi pagamenti nel giugno 1518 e gennaio 1519. Il suo ultimo lavoro fu distrutto nel terremoto del 1667.

## Opere
Il lavoro di Hamzić segna la fine della fioritura della vecchia pittura di Ragusa e l'inizio del declino dei suoi valori. Solo due dei suoi dipinti sono noti:
- Battesimo di Cristo nel Palazzo del Rettore ha caratteristiche mantegnesche dove le figure magre di Cristo, san Giovanni Battista e trovato con Cristo sistemato stabilmente in primo piano davanti a un ampio paesaggio roccioso dipinto in toni marroni e verdi e con una grande conoscenza della prospettiva aerea. In un paesaggio serio e rigorosamente concepito, Hamzić ha unito accenti lirici e dettagli pittorici un po' ingenui (uccelli, presenti). Questo lavoro fu inizialmente attribuito ad Hamzić da Carlo Kovac, e Ljubo Karaman accettò la sua attribuzione, e indicò ulteriormente l'apparente influenza di Mantegna.
- Trittico per l'altare della famiglia Lukarević nella chiesa domenicana ragusea di Santa Dominica del 1512 e conservato nella collezione del monastero domenicano. Nel centro del trittico con San Nicola, a sinistra i santi Giovanni Battista e Stefano, a destra, san Marco e santa Maria Maddalena. Anche se forti volumi plastici cifre indicano una chiara influenza del Mantegna, questa immagine è molto diversa da quella del Palazzo del Principe perché vi sono nuovi rapporti coloristici, evidenziati colori contrastanti e ritmi ispirati alla pittura veneziana.